# Santos Mártires de China
Los Santos Mártires de China o también conocidos como Agustín Zhao Rong y sus 119 compañeros, son un grupo de santos de la Iglesia católica. Se componían de 87 católicos de origen chino y 33 misioneros occidentales, de los cuales eran 13 franceses, 12 italianos, 6 españoles, 1 belga y 1 holandés.

## Contexto Histórico
Las misiones cristianas han estado presentes en China desde el siglo VI. Pero en el siglo XIII los franciscanos intensificaron su presencia, con Juan de Montecorvino (1247 - 1328) después los jesuitas, con Mateo Ricci (1552 - 1610) que fue un misionero italiano, cartógrafo y matemático, quien promovió la cultura China, hizo mapas de China para occidente, y quiso unificar las culturas orientales y occidentales. Posteriormente fueron los dominicos y otras órdenes religiosas. La postura de China siempre ha protegido su cultura de influencias extranjeras. Es así que  desde mediados del siglo XVII hasta el año 1930, fueron martirizados por diversas causas, algunos por su ministerio y, en otros casos, por su negativa a apostatar. Las vocaciones de los martirizados fueron 84 laicos, 24 sacerdotes, 9 religiosos y 5 obispos.
Muchos murieron en el Levantamiento de los bóxers, en la cual los rebeldes nacionalistas anticoloniales masacraron a 30,000 conversos chinos al cristianismo junto con misioneros y otros extranjeros. De los canonizados, 38 eran mujeres y 82 varones. En el siglo XX China estuvo a favor del ateísmo y la intolerancia religiosa, hace que las religiones sean sólo las aprobadas por el Partido Comunista Chino. China y el Vaticano no tienen relaciones diplomáticas desde 1951. En 2018 firmaron un acuerdo donde China podrá aprobar o vetar obispos.

## Beatificación y canonización
La beatificación de los 120 mártires de China, fue objeto de 4 ceremonias. 
- León XIII, a Francisco Fernández de Capillas y otros 32 mártires, el 27 de mayo de 1900.
- Pío XII, para María Amandina de Schakkebroek y veintiocho compañeros franciscanos el 24 de noviembre de 1946.
- Pío XII, beatificación de León Ignacio Mangin y otros 55 mártires, el 17 de abril de 1955.
- Juan Pablo II, beatificación de Luis Versiglia y Calixto Caravario el 15 de mayo de 1983.

La canonización fue realizada en la Plaza San Pedro en Roma, por Juan Pablo II, el 1 de octubre del año 2000. Su fiesta litúrgica y memorial se oficializó en la forma ordinaria del rito latino, el 9 de julio.